# 丘德利亞
51°22′21″N 25°57′11″E / 51.37250°N 25.95306°E
丘德利亞（烏克蘭語：Чудля），是烏克蘭西北部的村莊，隸屬里夫內州的瓦拉什區。該村面積11.99平方公里，海拔高度165米，2001年該村落人口334。